# Eleutherodactylus warreni
Eleutherodactylus warreni es una especie de rana de la familia Eleutherodactylidae.

## Distribución geográfica
Es endémica de la isla de la Tortuga (Haití).

## Estado de conservación
Se encuentra amenazada por la pérdida de su hábitat natural. 